# Long Wei
Long Wei è una serie a fumetti italiana creata da Diego Cajelli (sceneggiatura) e Luca Genovese (disegni), di genere azione/noir metropolitano.
Prende il nome dal suo protagonista, appunto Long Wei, un ragazzo cinese, grande esperto di arti marziali, che trasferitosi a vivere in Italia diventa in breve tempo il difensore ed il raddrizzatore di torti della comunità cinese di Milano.
È pubblicata da Editoriale Aurea, in volumi di formato bonellide e a cadenza mensile, a partire dal 31 maggio 2013, ed è composta da 12 numeri..

## Trama
Long Wei è un giovane aspirante attore che spera di sfondare nei film d'azione cinesi grazie alle sue abilità nelle arti marziali. Malgrado diversi ruoli come comparsa, tuttavia, non riesce ad aver successo e deve infine rinunciare ai suoi sogni di fama; quando poi suo zio Tony, che gestisce un fallimentare ristorante cinese a Milano, si ritrova nei guai per una brutta storia di gioco d'azzardo, il giovane accetta di aiutarlo e si imbarca per l'Italia. Giunto nella "Chinatown milanese" di via Paolo Sarpi, il ragazzo in breve tempo riesce a salvare lo zio smascherando gli inganni della bisca clandestina con cui questi si era invischiato, e dando il benservito ai suoi proprietari a colpi di Kung-fu.
Da quel momento in poi, Long Wei si ritroverà a diventare un vero e proprio difensore di Chinatown, ritrovandosi ad affrontare e sconfiggere, insieme al suo amico italiano Vincenzo Palma, esponenti della mafia cinese e della criminalità organizzata italiana, oltre a criminali e balordi di ogni genere, divenendo infine un vero e proprio eroe per la comunità cinese del capoluogo lombardo.

## Personaggi
- Long Wei: ragazzo cinese grande esperto di arti marziali (in particolare di Wing Chun e degli stili del nord[3]), in passato è stato attore di wuxia e di film d'azione, ma non ha mai sfondato. Giunge in Italia per aiutare lo Zio Tony, indebitatosi a causa della passione per il gioco d'azzardo, e risolve la situazione affrontando e sconfiggendo i suoi persecutori. Da quel momento in poi, inizia a raddrizzare torti di ogni tipo, aiutando i suoi compaesani di Milano a colpi di Wushu. Il suo nome (che in caratteri cinesi si scrive 龙威, pinyin Lóng Wēi) letteralmente significa "dragone maestoso"[4]
- Vincenzo Palma: personaggio non esattamente immacolato dei bassifondi milanesi, ha avuto diversi guai con la giustizia e sembra conoscere tutte le canaglie della città, ma fondamentalmente ha un cuore d'oro. Frequentatore abituale del locale dello zio Tony, gli viene chiesto da questi di insegnare l'italiano a Long Wei. Fa la sua apparizione nel secondo albo, al termine del quale viene ferito da un colpo di pistola e salvato da Long Wei: da quel momento i due diventano amici e inseparabili compagni d'avventure
- Ilaria de Falco: ispettrice della Polizia italiana, le sue indagini la portano ad incrociare spesso Wei e Vincenzo. È figlia di Simone de Falco, personaggio della miniserie Milano criminale creata dallo stesso Cajelli
- Tigri immortali del bosco dei salici: potentissima organizzazione della mafia cinese, è invischiata in molti loschi affari milanesi, a Chinatown e fuori; ben presto si ritrova a fare i conti con Long Wei

## Realizzazione
Il soggetto alla base del fumetto nasce da un'idea di Enzo Marino (direttore dell'editoriale Aurea) e del fumettista Roberto Recchioni; quest'ultimo è anche produttore esecutivo della serie. La stesura dei testi e della sceneggiatura degli albi è di Diego Cajelli, mentre la creazione grafica del personaggio è del disegnatore Luca Genovese, autore anche dei disegni del primo numero.
Oltre a Genovese, si succedono ai disegni Gianluca Maconi, Luca Bertelè, Francesco Mortarino, Valerio Nizi Jean Claudio Vinci, Daniele Di Nicuolo e Stefano Simeone, mentre Stefano Ascari, Luca Vanzella, Michele Monteleone e Francesco Savino collaborano con Cajelli alla sceneggiatura di alcuni numeri. Le copertine sono dell'artista romano Lorenzo Ceccotti, in arte LRNZ.
Il lancio della serie è stato preceduto da un'intensa campagna pubblicitaria su più media, definita dagli stessi autori come "virale", che ha compreso social network, conferenze, video, adesivi e la realizzazione di un "numero zero" distribuito gratuitamente.
L'edizione è a cura della casa editrice romana Editoriale Aurea.

## Albi
Nota: una peculiarità della serie è riportare in copertina un titolo abbreviato ed un titolo più esteso sul frontespizio della prima pagina; nella tabella il secondo è scritto in carattere più piccolo.
| Nr. | Titolo                                        | Data di pubblicazione | Soggetto                           | Sceneggiatura                                 | Disegni                       | Copertina               |
| --- | --------------------------------------------- | --------------------- | ---------------------------------- | --------------------------------------------- | ----------------------------- | ----------------------- |
| 1   | Il drago arrivò in un giorno di pioggia       | 31 maggio 2013        | Diego Cajelli                      | Diego Cajelli                                 | Luca Genovese                 | Lorenzo Ceccotti (LRNZ) |
| 2   | L'ombra delle cinque lame                     | 15 luglio 2013        | Diego Cajelli                      | Diego Cajelli                                 | Gianluca Maconi               | Lorenzo Ceccotti        |
| 3   | Il pugno dell'eterna primavera                | 12 agosto 2013        | Diego Cajelli                      | Diego Cajelli e Stefano Ascari                | Luca Bertelè e Patrick Macchi | Lorenzo Ceccotti        |
| 4   | L'inferno del fuoco urlante                   | 20 settembre 2013     | Diego Cajelli                      | Diego Cajelli e Stefano Ascari                | Francesco Mortarino           | Lorenzo Ceccotti        |
| 5   | Il leone corre sulla foglia di loto           | 25 ottobre 2013       | Diego Cajelli                      | Diego Cajelli e Stefano Ascari                | Valerio Nizi                  | Lorenzo Ceccotti        |
| 6   | Il tempio del drago scarlatto                 | 4 dicembre 2013       | Diego Cajelli e Luca Vanzella      | Luca Vanzella                                 | Luca Genovese                 | Lorenzo Ceccotti        |
| 7   | Lo scorpione domina sul regno dell'odio       | 15 gennaio 2014       | Diego Cajelli                      | Diego Cajelli, Stefano Ascari e Luca Vanzella | Jean Claudio Vinci            | Lorenzo Ceccotti        |
| 8   | Le maschere per una festa di morte            | 15 febbraio 2014      | Diego Cajelli                      | Diego Cajelli e Stefano Ascari                | Daniele Di Nicuolo            | Lorenzo Ceccotti        |
| 9   | La trappola del serpente di cemento           | 15 marzo 2014         | Diego Cajelli e Michele Monteleone | Michele Monteleone                            | Stefano Simeone               | Lorenzo Ceccotti        |
| 10  | Gli artigli, l'uncino e il drago imprigionato | 16 aprile 2014        | Diego Cajelli e Luca Vanzella      | Luca Vanzella                                 | Valerio Nizi                  | Lorenzo Ceccotti        |
| 11  | La mano degli antenati riposa sul buio        | 16 maggio 2014        | Diego Cajelli e Francesco Savino   | Diego Cajelli e Francesco Savino              | Francesco Mortarino           | Lorenzo Ceccotti        |
| 12  | Le forme volano nel cielo a pezzi             | 17 giugno 2014        | Diego Cajelli                      | Diego Cajelli e Stefano Ascari                | Gianluca Maconi               | Lorenzo Ceccotti        |